# Joseph Giry
Pour les articles homonymes, voir Giry.
Joseph Giry est un prêtre, un spéléologue et un archéologue français né le 29 septembre 1905 à Nissan-lez-Enserune et mort le 19 février 2002 à Béziers. Son nom est étroitement associé aux fouilles archéologiques de l'oppidum d'Ensérune, qu'il a beaucoup contribué à mettre en valeur.

## Biographie
Joseph Giry est né à Nissan-lez-Enserune, près de Béziers, dans une famille de notables catholiques. Il fait ses études d'abord à Avignon, puis à Versailles, prépare le concours d'entrée à l'Institut national d'agronomie. Puis il change de voie : il part au séminaire pour devenir prêtre. Après six ans d'études, Joseph Giry est ordonné prêtre en 1931, à la cathédrale Saint-Nazaire de Béziers. Il devient vicaire, aumônier, et curé dans plusieurs localités du département de l'Hérault. Il est également chanoine honoraire. Il demeure curé de la paroisse de Nissan-lez-Enserune pendant plus de 40 ans, de 1949 à 1991, jusqu'à sa retraite.
Dans les années 30, Joseph Giry est un passionné de spéléologie (il est membre fondateur du Spéléo-Club de la Montagne Noire et de l'Espinouse, affiliée au Spéléo club de France). Il découvre la grotte de Fouillac en 1935, près de Saint-Jean-de-Buèges. Il explore la grotte de la Devèze, en compagnie de Norbert Casteret et Georges Milhaud où il découvre la salle qui porte son nom (la salle de l'Abbé). Il explore aussi la grotte de Maurous, près de la Vacquerie.
C'est par cette passion qu'il découvre l'archéologie préhistorique et antique dans les années 1930. Et, de fait, Joseph Giry est surtout connu en tant qu'archéologue éminent et érudit. Il se trouve que l'oppidum d'Ensérune est sur le territoire de sa paroisse, il va s'y intéresser et continuer les fouilles. Il collabore ainsi activement avec Jean Jannoray, le directeur archéologique du Languedoc-Roussillon. Il devient le conservateur bénévole de 1945 à 1980.
Il entreprend aussi de nombreuses fouilles dans la région du Languedoc-Roussillon, par exemple à Montlaurès, près de Narbonne. Il découvre la nécropole de Saint-Julien, près de Pézenas, et ses 210 tombes étrusques. Il découvre la nécropole templière d'Usclas-du-Bosc, près de Lodève, et ses stèles funéraires. Il restaure également l'abbaye de Fontcaude. À la fin de sa vie, il lègue à l'État français ses principales acquisitions.
L'ensemble de ses travaux lui vaut les titres de chevalier de la Légion d'honneur, des Palmes académiques et des Arts et des Lettres.
Après sa mort, la commune de Nissan-lez-Ensérune donne son nom à une rue du village (l'impasse de l'abbé Giry).

## Œuvres
- Narbonne : son histoire, monuments, Éditions du Cadran, 1969
- Guide du Musée d'Ensérune, Éditions du Cadran, 1971
- Le Biterrois Saintponais, de la préhistoire jusqu’à nos jours, Éditions Esmeralda
- L'Oppidum d’Ensérune, 1985
- Les Corbières, 1989
- Église Saint-Saturnin de Nissan-lez-Ensérune : sa foi et son passé, Éd. Lacour , 1997
- Hérault Biterrois : son passé, Éd. Lacour, 1998